# Leonard Bondumier
Leonard Bondumier (lat. Leonardo Bondumerius) (Venecija, oko 1608. — Venecija, poslije siječnja 1668.), talijanski svećenik, splitski nadbiskup i metropolit (1641. – 1667/8.).
Potomak je mletačke plemićke obitelji. Stekao je doktorat iz državnog i crkvenog prava. Imenovan je za splitskog nadbiskupa i metropolita 1641. godine i nakon nepunih pet godina zatražio je od Svete Stolice razriješenje od dužnosti zbog teških prilika u Splitu za vrijeme Kandijskog rata. Međutim, nije mu bilo udovoljeno pa je morao ostati u gradu. Godine 1653. održao je crkvenu sinodu u Splitu, a poslao je u Rim i tri izvješća o stanju u nadbiskupiji. Godine 1661. otišao je u Veneciju zbog narušenog zdravstvenog stanja i nije se više vraćao u Split.

## Vanjske poveznice
- Leonardo Bondumier - Hrvatski biografski leksikon (hrv.)

| Titule u Katoličkoj Crkvi | Titule u Katoličkoj Crkvi      | Titule u Katoličkoj Crkvi    |
| ------------------------- | ------------------------------ | ---------------------------- |
| prethodnik Sforza Ponzoni | splitski nadbiskup 1641.–1668. | nasljednik Bonifacije Albani |